# Catherine Wolfe Bruce
Catherine Wolfe Bruce (Nova York, 22 de janeiro de 1816 - 13 de março de 1900) foi uma conhecida filantropia norte-americana, patrocinadora de atividades astronómicas.

## Reconhecimentos
Recordam-se com seu nome:
- A Medalha Bruce da Sociedade Astronómica do Pacífico
- O asteróide 323 Brucia
- A cratera lunar Bruce